# Santa Maria del Carmine (Florence)
De Basilica di Santa Maria del Carmine is een basiliek in Florence in Italië. De kerk is gewijd aan de Heilige Maagd Maria van de berg Karmel.
De kerk is met name bekend om de fresco’s op de muren van een van de zijkapellen van de kerk: de 'Cappella Brancacci'.
In de 18e eeuw werd de kerk door een brand verwoest. De Brancaccikapel bleef hierbij echter gespaard.
De muren van de Brancaccikapel bevatten veertien fresco’s van:
- Masolino da Panicale (gemaakt in 1424)
- Masaccio (gemaakt in 1427), waaronder de Verdrijving van Adam en Eva uit het Paradijs en de Cijnspenning
- Filippino Lippi (uit 1481)

## Trivia
Er zijn ook een kerk Santa Maria del Carmine in Milaan, Napels en één in Pavia.
Santa Maria del Fiore (Duomo) · San Lorenzo · Santa Maria del Carmine · Santa Maria Novella · Santa Croce · Orsanmichele · San Miniato al Monte · Santo Spirito